# Fopius vandenboschi
Fopius vandenboschi är en stekelart som först beskrevs av David Timmins Fullaway 1952. 
Fopius vandenboschi ingår i släktet Fopius och familjen bracksteklar. Inga underarter finns listade i Catalogue of Life.